# Nazi punk
Genres dérivés
NSBM, rock anticommuniste
Le nazi punk est un genre qui rejoint le RAC. Similaire sur un plan musical au punk rock, ce genre en diffère par les textes des chansons, marqués par l'expression d'une haine envers divers groupes sociaux : en premier lieu les Juifs, les communistes et anarchistes, ainsi que les homosexuels et antiracistes.

## Origines
En 1978, le Front national britannique, un mouvement politique d'extrême-droite, fonde une section destinée aux jeunes marquée par la culture punk, le Punk Front. Malgré une courte durée de vie (un an seulement), la section permet la création de groupes prônant la xénophobie et la suprématie blanche tels que The Dentists, The Vantz, Tragic Minds and White Boss,.
À la faveur d'un regain d'intérêt du public pour la scène punk hardcore au début des années 1980, le mouvement nazi punk trouve un relais aux États-Unis et voit la naissance de plusieurs groupes qui peinent à trouver des financements et des salles de concert. La tendance nazie de ces groupes n'est cependant, de l'aveu de certains groupes comme Brutal Attack, qui s'est transformé quelque temps en groupe de punk nazi, qu'un moyen de choquer davantage et de remplir des salles de concert parfois faiblement peuplées ; une tentative qui s'est avérée infructueuse et qui a conduit à un retour au punk skinhead traditionnel.

## Le terme «nazi punk»
Les groupes se réclamant punk (et non skinhead) et nazi sont rares. Ce terme est en effet surtout inspiré du morceau Nazi punks, fuck off! des Dead Kennedys critiquant à la fois le racisme, les comportements ambigus et l'attitude mercantile de certains groupes punks. La contradiction entre les deux termes est par ailleurs manifeste: l'idéologie punk est marquée par une sensibilité de gauche voire anarchiste, ce qui la rend a priori incompatible avec l'idéologie nazie.
Les nazi punks diffèrent également de certains précurseurs du mouvement punk, tels Sid Vicious ou Siouxsie Sioux, qui ont parfois usé de l'imagerie nazie (utilisation sur scène de costumes d'officiers SS, de croix gammées) à des fins de provocation, mais pas par une adhésion aux valeurs de l'idéologie nazie.

## Principaux groupes
- Honor
- Kolovrat
- Landser
- Macht und Ehre (de)
- No Remorse (en)
- RaHoWa (en)
- Skrewdriver
- Skullhead
- Warfare 88